# Eusomalia lecontei
Eusomalia lecontei är en skalbaggsart som först beskrevs av Henry Frederick Wickham 1903.  Eusomalia lecontei ingår i släktet Eusomalia och familjen kulbaggar. Inga underarter finns listade i Catalogue of Life.